# Barrett M82
Barrett M82 je poluautomatska protumaterijalna snajperska puška koju je razvio američki proizvođač Barrett Firearms. To je najkorištenija puška svoje vrste. Također je zvana kao "Laka pedesetica" ("Light Fifty") zbog svog kalibra .50 BMG. Ovo oružje se može naći u dvije varijante, izvorni M82A1 (i A3), te bullpup M82A2. M82A2 se više ne proizvodi, iako se XM500 može smatrati nasljednikom.

## Pregled
Tvrtku Barrett Firearms Manufacturing osnovao je Ronnie Barrett za isključivu namjenu proizvodnje poluautomatskih pušaka kalibriranih za moćni metak 12,7×99mm NATO (.50 BMG) koji je izvorno razvijen za tešku strojnicu Browning M2. Barrett je započeo svoj rad ranih 80-ih i prve izrađene puške su bile dostupne 1982., čime dobiva oznaku M82. Barrett je osobno dizajnirao svaki zasebni dio oružja i stavio ga na tržište te na masovnu proizvodnju, iz vlastitog džepa. Nastavio je razvijati svoju pušku kroz 80-e i razvio je poboljšanu inačicu M82A1 1986.
Prvi konvencionalni vojni uspjeh je bila prodaja oko 100 pušaka M82A1 švedskoj vojsci 1989. Glavni uspjeh dogodio se 1990., kada su Oružane snage SAD-a nabavile značajan broj M82A1 tijekom operacija Pustinjski štit i Pustinjska oluja u Kuvajtu i Iraku. Prvotno je marinski korpus kupio 125 pušaka, potom su slijedile narudžbe od vojske i zrakoplovstva. M82A1 se u SAD-u naziva SASR—"Special Applications Scoped Rifle" ("Puška s optičkim teleskopskim ciljnikom za specijalne primjene"), koristi se kao protumaterijalna puška i kao alat za odstranjivanje eksploziva. Dugački učinkoviti domet od preko 1800 metara (1,8 km), zajedno s velikom energijom i dostupnošću veoma učinkovitoga streljiva kao što je oklopno-probijajuće i višenamjensko norveško-finsko streljivo Raufoss Mk 211 proizvođača Nammo, koje omogućava djelotvorne operacije protiv meta poput radarskih kabina, kamiona, parkiranih letjelica itd.  M82 se također može koristiti za neutraliziranje neprijatelja u obračunima ili protiv skrivenih meta. Međutim, uporaba protiv protivničkog osoblja nije glavna primjena M82 (ili bilo koje druge puške kalibra .50 BMG). Postoji široko rasprostranjena zabluda da je puno sporazuma i ugovora zabranilo korištenje .50 BMG-a protiv ljudskih meta. Kako god, odvjetnik američke vojske je izdao legalno mišljenje o tome da .50 BMG i čak Raufoss Mk 211 se po zakonu mogu koristiti protiv neprijateljskog osoblja.
Daljnji razvoj doveo je do bullpup puške M82A2 1987., koja je imala dizajn za smanjeni trzaj kada se puca s ramena. Nije uspjela ostaviti dobar dojam na svjetskom tržištu vatrenog oružja, te je zbog toga proizvodnja ubrzo ukinuta. Unatoč tome, 2006. je Barrett završio razvoj XM500, koja je također imala istu "bullpup" konfiguraciju sličnoj M82A2.
Najnovija inačica obitelji M82 je puška M82A1M koju su usvojili američki marinci pod oznakom M82A3 SASR, te su je kupili u velikom broju. Ova se varijanta razlikuje od prethodne M82A1 u tome što ima dužu Picatinny šinu koja omogućava stavljanje raznih optičkih ciljnika i dodatnih naprava na pušku. Ostale promjene su dodatak odvojivog prednjeg dvonožca koji kada se ne koristi može sklopiti u jednonožac, nešto jače olakšani mehanizam i kompenzator.
Još jedna inačica originalnog oružja je M82A1A SASR koja je skoro identična, ali je posebno napravljena za metak Raufoss Mk 211 Mod 0, vrsta oklopno-probijajućeg zapaljivog streljiva.
Puške Barrett M82 su kupile razne vojne i policijske snage iz barem 30 država, kao što su Belgija, Čile, Danska, Finska, Francuska, Njemačka, Grčka, Italija, Jamajka, Meksiko i Nizozemska, Norveška, Filipini, Saudijska Arabija, Španjolska, Švedska, Turska i Ujedinjeno Kraljevstvo, SAD i drugi. M82 se također koristi u civilnim dalekometnim natjecanjima s kalibrom .50, s time da se precizno može pucati na 910 m i čak dalje.
Helikopterska taktička eskadrila Obalne straže SAD-a i odredi zakonski službi koriste verzije Barretta M107 za onesposobljavanje brzih glisera koji nose ilegalnu drogu. Puške Barrett M82 su također privukle pozornost civilnim zakonskim agencijama; puške su usvojili policija New Yorka i Pittsburgha. Ako dođe potreba za imobilizaciju vozila, jedan .50 BMG metak u cilindarskom bloku motora će dobro poslužiti. Ako je potrebno probiti barijere, .50 BMG je sposoban probiti većinu komercijalnih cigla zida i betonskih blokova.
Prema dokumentarcu The Brooklyn Connection, simpatizeri iz SAD-a su puške M82 prokrijumčarili na Kosovo, gdje su postale popularne dalekometne snajperske puške u Oslobodilačkoj vojsci Kosova. U Sjevernoj Irskoj tijekom 90-ih, Brigada Južnog Armagha i Privremena irska revolucionarna armija (IRA) su koristile Barrett puške protiv britanske vojske i kraljevske policije Ulstera.
Barrett M82A1 je korišten 2002. kao platforma za eksperimentalni prototip OSW (Objective Sniper Weapon, hr. Objektivno snajpersko oružje). Ovo oružje bilo je opremljeno sa skraćenom cijevi kalibra 25 mm, te je pucalo visoko-eksplozivne projektile razvijene za automatski bacač granata OCSW (Objective Crew Served Weapon) kalibra 25×59mm. Pokusni OSW je pokazao povećanu učinkovitost protiv različitih meta, ali trzaj je bio izvan ljudskih ograničenja. Ovo oružje, također poznato kao Barrett "Payload Rifle", sada se naziva XM109.

## M82 u M107
XM107 je originalno trebala biti snajperska bolterica, te ju je američka vojska odabrala između takvih oružja. Međutim, donesena je odluka da vojska u biti nije trebala takvo oružje. Puška koja je izvorno odabrana pod ispitima XM107 je Barrett M95.
Zatim se vojska odlučila na Barrett M82, polautomatsku pušku. U ljeto 2002., M82 se konačno uzdignuo iz svoje vojne faze ispitivanja i odobren je za "skroz materijalni otpust", čime dobiva oznaku dalekometna puška, kalibar .50, M107. M107 ima optički teleskopski ciljnik Leupold 4.5–14×50 Mark 4. 
Barrett M107 je .50-kalibarska, poluautomatska puška. Poput svojih prethodnika, za pušku se govori da ima upravljivi trzaj za oružje svoje veličine zahvaljujući sastavu cijevi koji sam od sebe apsorbira silu, s pomicanjem prijamnika prema nazad pomoću velikih opruga sa svakim pucnjem. Dodatno, težina i veliki kompenzator također asistiraju u redukciji trzaja. Razne promjene su napravljene izvornom M82A1 da bi se kreirao M107, s novim obilježjima kao što su produžena šina za dodatke, stražnja drška i dvonožac. Barrett je nedavno bio na zadatku za razvijanje lakše verzije M107 pod "Kongresnom programu protumaterijalne snajperske puške", te je već smislio shemu da izgradi važne komponentne dijelove poput okvira prijamnika i kompenzatora lakše težine.
Barrett M107, kao prijašnji članovi linije M82, su također nazivane kao "Lake pedesetice". Naziv ima dosta primjera zamijenjenih za one ranije, s time da je M107 dobio glasove za jedno od "10 najboljih vojnih izuma američke vojske" 2005.

### Barrett M107CQ
Komercijalni razvoj za "novi" M107, M107CQ  je posebno dizajniran kada je moć .50-kalibarske puške potrebna, ali veličina M82/M107 sprječava da se oružje koristi. M107CQ je za 22,86 cm kraći u sveukupnoj duljini i 2,26 kg lakši od M107. Sudeći prema proizvođaču, M107CQ je pogodan za uporabu u helikopteru, za zaštitu plovila i taktička izvidnička vozila.

### Barrett M107A1
U listopadu 2010., Barrett je neslužbeno izvijestio da je proizvodnja M107 ukinuta; i da je u siječnju 2011. tvrtka najavila nasljednika, M107A1  koji je komercijalno izdan i dostupan. Značajna poboljšanja uključuju smanjenje težine za 2 kg, novi cilindrični titanijski kompenzator i titanijski cijevni ključ/sistem za smanjenje trzaja koji omogućuje oružju da radi s prigušivačem napravljenim za Barrett, aluminijski gornji prijamnik, termalni štitnik za obraz na kundaku, te ostale funkcionalne modifikacije kako bi se povećala izdržljivost i korisnost.

## Tehnički opis
M82 je polautomatsko vatreno oružje koje radi na načelu kratkog trzaja. Kada se puca iz oružja, prvotno se cijev trzne za kratku udaljenost (oko 25 mm), s time da je sigurno zaključano pomoću rotirajućeg izbacivača/ključa (bolt). Nakon toga, ručica na izbacivaču koja se pomiče kroz zakrivljeni bregasti prorez okreće izbacivač da bi se otkočila cijev. Što je prije izbacivač otvoren, drška akceleratora ga nabija nazad, prenoseći energiju cijevi na izbacivač kako bi se postigla pouzdana radnja cikliranja, tj. stavljanja novog metka u cijev. Zatim se cijev zaustavi, a izbacivač odlazi prema nazad i odbacuje potrošenu čahuru. Na svom taktu vraćanja, šipka smještena unutar izbacivača zgrabi i pogura novi metak u cijev, te se konačno zaključa. Udarna igla ili udarač je također napet tijekom vraćanja izbacivača. M82 koristi veliki odvojivi spremnik/šaržer koji drži 10 metaka, iako postoje rijetki spremnici kapaciteta 12 metaka, ti spremnici su razvijeni za upotrebu tijekom operacije Pustinjska oluja 1991.
Prijamnik se sastoji od dva dijela (gornji i donji) koji su oblikovani nabijanjem iz čeličnog lima i spojeni su vijcima. Teška cijev je užljebljena/kanelirana da bi se poboljšalo širenje topline i uštedila težina, te je opremljena s velikim i učinkovitim reaktivnim kompenzatorom. 
Puške M82A1 su opremljene sa šinom i pomoćnim sklopivim čeličnim ciljnicima. Puške M82 u američkoj vojsci najčešće imaju optički teleskopski ciljnik Leupold Mark 4. M82A1M (USMC M82A3) ima dugačku Picatinny šinu i ciljnik U.S Opticsa. Svaki M82 je opremljen s preklopnom drškom za nošenje i preklopnim dvonožcem (oboje su odvojivi na inačici M82A3). M82A3 je također opremljen odvojivom stražnjom nožicom ispod kundaka. Stražnji dio usadnika ima mekani jastučić za trzaj kako bi se dodatno smanjio osjet trzaja. M82A1 i M82A3 se mogu montirati na pješačke dvonožce M3 ili M122 (koji su izvorno namijenjeni za strojnice) ili na vozila s posebnom mekom šinom za Barrett. M82A1 može imati remen za nošenje, ali sudeći prema onima koji su ga nosili na bojištu, M82 je previše neugodan da bi ga se nosilo na remenu zbog svoje prekomjerne duljine i težine. Obično ga se nosi u specijalnom koferu.
M82A2 se razlikuje od M82A1 ponajviše u konfiguraciji—pištoljska drška zajedno s okidačem su smješteni ispred šaržera, a kundak ispod prijamnika, odmah nakon spremnika. Dodatna prednja drška je ispod prijamnika, a šina za ciljnik je pomaknuta prema naprijed također. 
Maksimalni učinkoviti domet M107 je 1830 m. Maksimalni domet ovog oružja (posebno s inačicom M107) je 4000 m, što je udaljenost spomenuta u vlasnikovom priručniku. Kalibar pedeset (i veći) su spremni za let na velikim udaljenostima ako su ispaljeni kao topnički projektili, zahtijevajući promatranje većih sigurnosnih prostora tijekom paljbe.[značenje?]

## Korisnici
- Australija: Zapovjedništvo specijalnih operacija u Afganistanu.[5]
- Austrija: Austrijska vojska SF Jagkommando.[6]
- Bahrein[7]
- Belgija[7]
- Butan[7]
- Bocvana[7]
- Brazil[7]
- Čile[7]
- Češka[7]
- Danska[7]
- Finska[7]
- Francuska[7]
- Gruzija: Oružane snage Gruzije i specijalne postrojbe.[8][9]
- Njemačka: M107 je korišten i imenovan pod oznakom G82 u njemačkoj vojsci.[10]
- Grčka[7]
- Hrvatska: HKoV posjeduje približno 24 pušaka Barrett M82A1 od kojih je desetak ili više u rezervnom statusu.[11]
- Indija: policija Mumbaja.[12]
- Irska: Privremena irska revolucionarna armija tijekom "Nevolja".[13]
- Izrael: Korpus borbenog inženjeringa IDF-a.[14]
- Italija[7]
- Jordan[7][15]
- Kuvajt[7]
- Libanon[16]
- Litva: Oružane snage Litve.[17]
- Malezija: Specijalne postrojbe.[18]
- Meksiko[7]
- Nizozemska[7]
- Norveška[7]
- Oman[7]
- Filipini[7]
- Poljska: elitna antiteroristička jedinica GROM.[19]
- Portugal[7]
- Katar[7]
- Saudijska Arabija[7]
- Singapur[7]
- Španjolska[7]
- Švedska[7]
- Turska[7]
- Pakistan: Pakistanska vojska.[20]
- Ujedinjeni Arapski Emirati[7]
- Ujedinjeno Kraljevstvo[7]
- SAD[7]

## Tehnički podatci
| Specifikacije    | M82A1                                                 | M82A2    | M107        |
| ---------------- | ----------------------------------------------------- | -------- | ----------- |
| Dužina           | 145 cm (cijev od 73,7 cm) 122 cm (cijev od 50,8 cm)   | 140,9 cm | 144,8 cm    |
| Dužina cijevi    | 73,7 cm 50,8 cm                                       | 73,7 cm  | 73,7 cm     |
| Težina           | 14,0 kg (cijev od 73,7 cm) 13,5 kg (cijev od 50,8 cm) | 14,75 kg | 12,9 kg     |
| Brzina           | 853 m/s (metak od 42,8 g) 990 m/s (metak od 26,0 g)   | 900 m/s  | 853 m/s     |
| Učinkoviti domet | 1800 m                                                | 1829 m   | 1829 m      |
| Maksimalni domet | 4000–6812 m                                           | N/A      | 4000–6812 m |

## Vanjske poveznice
- Barrettova stranica o M82A1
- Priručnik za vlasnike
- Stranica s opisanim detaljima M107